# Sylke Haverkorn
Sylke Haverkorn (Enschede, 6 april 1988) is een oud-speelster van de nationale damesrugbyselectie (2007-2016).
Haverkorn heeft gespeeld voor Hanzeladies en RUS. Met RUS is ze op het hoogste niveau vijf keer landskampioen geweest (2012, 2013, 2014, 2015, 2016). 
Vanaf 2016 is ze hoofdcoach van het eerste team van RUS en is ze twee seizoenen (2017-2018 en 2018-2019) de voorwaartsencoach van de heren 1 van DIOK Leiden geweest. In 2019 is ze met de heren van DIOK landskampioen geworden op het hoogste niveau van Nederland. Hiermee was ze de eerste vrouw die als coach op het hoogste niveau mannen heeft gewerkt en landskampioen is geworden. 
In april 2019 werd Haverkorn aangesteld als bondscoach 7's van de nationale damesrugbyploeg van Turkije.
In september 2019 werd Haverkorn aangesteld als bondscoach damesrugby bij Rugby Nederland. Haverkorn werd verantwoordelijk voor het traject van de damessenioren 15's & 7's en de dames U-18 15's & 7's. 
Haar doel is om een traject uit te zetten voor de speelsters dat ze uitdaagt, maar ze ook de mogelijkheid geeft om te groeien en ervaring op te doen op het hoogst mogelijke niveau. Het uiteindelijke doel is om het damesrugby in Nederland op een hoger niveau te tillen en internationaal mee te kunnen doen met de top 12 van de wereld. 